# José María Giménez Pérez
José María Giménez Pérez, meglio noto come Chema (Orihuela, 25 aprile 1980), è un ex calciatore spagnolo, di ruolo portiere.

## Carriera
Ha giocato nella prima e nella seconda divisione spagnola e nella prima divisione greca.

## Palmarès

### Club

#### Competizioni nazionali
- Segunda División: 1

Xerez: 2008-2009
- Segunda División B: 1

Alicante: 2004-2005